# Leichtathletik-Weltmeisterschaften 2017/Teilnehmer (Ägypten)
| Gelbes Symbol für Goldmedaillen mit stilisierten Olympischen Ringen | Graues Symbol für Silbermedaillen mit stilisierten Olympischen Ringen | Braundes Symbol für Bronzemedaillen mit stilisierten Olympischen Ringen |
| ------------------------------------------------------------------- | --------------------------------------------------------------------- | ----------------------------------------------------------------------- |
| —                                                                   | —                                                                     | —                                                                       |

Von Ägypten wurden eine Athletin und drei Athleten für die Weltmeisterschaften in London nominiert.

## Ergebnisse

### Frauen

#### Laufdisziplinen
| Athletin    | Disziplin    | Vorlauf    | Vorlauf | Halbfinale         | Halbfinale         | Finale             | Finale             |
| Athletin    | Disziplin    | Zeit       | Platz   | Zeit               | Platz              | Zeit               | Platz              |
| ----------- | ------------ | ---------- | ------- | ------------------ | ------------------ | ------------------ | ------------------ |
| Linha Ahmed | 100 m Hürden | 13,78 s SB | 39      | nicht qualifiziert | nicht qualifiziert | nicht qualifiziert | nicht qualifiziert |

### Männer

#### Laufdisziplinen
| Athlet         | Disziplin | Vorlauf | Vorlauf | Halbfinale | Halbfinale | Finale | Finale |
| Athlet         | Disziplin | Zeit    | Platz   | Zeit       | Platz      | Zeit   | Platz  |
| -------------- | --------- | ------- | ------- | ---------- | ---------- | ------ | ------ |
| Hamada Mohamed | 800 m     | DNF     | DNF     | –––        | –––        | –––    | –––    |

#### Sprung/Wurf
| Athlet                 | Disziplin   | Qualifikation | Qualifikation | Finale             | Finale             |
| Athlet                 | Disziplin   | Weite/Höhe    | Platz         | Weite/Höhe         | Platz              |
| ---------------------- | ----------- | ------------- | ------------- | ------------------ | ------------------ |
| Mostafa Amr Hasan      | Kugelstoßen | 19,23 m       | 30            | nicht qualifiziert | nicht qualifiziert |
| Hassan Mohamed Mahmoud | Hammerwurf  | 69,92 m       | 29            | nicht qualifiziert | nicht qualifiziert |